# Fonds Bijzondere Journalistieke Projecten
Het Fonds Bijzondere Journalistieke Projecten (Fonds BJP) is een Nederlandse stichting ter ondersteuning van onderzoeksjournalistiek.
Waar het Fonds BJP voorheen via de Regeling Projectsubsidies alleen subsidieaanvragen honoreerde voor artikelen en boeken, steunt het fonds sinds 2018 ook audiovisuele journalistiek zoals documentaires, podcasts, radio-uitzendingen en multimediale producties. Voor een subsidietoekenning is vereist dat een uitgever bereid is om het desbetreffend onderzoek te publiceren. De subsidieaanvragen worden beoordeeld door onafhankelijke commissies die bestaan uit professionals uit de journalistiek.
Daarnaast kent het Fonds BJP sinds 2018 een talentprogramma. Binnen dit programma kunnen beginnende journalisten via de Regeling Jong Talent een tot twee jaar werkervaring opdoen tijdens een traineeship op een onderzoekredactie. Ook kunnen meer ervaren journalisten zich via de Beurs Expertisebevordering bijscholen door middel van journalistieke trainingen, workshops, conferenties of andere scholingstrajecten.

## Geschiedenis
In 1990 werd het Fonds BJP opgericht door VPRO-journalisten Hans Maarten van den Brink en Emile Fallaux en NRC Handelsblad-journalist Geert Mak. Het is een Algemeen nut beogende instelling en wordt sinds de oprichting ondersteund door het Ministerie van Onderwijs, Cultuur en Wetenschap.
De neerlandica Els Broeksma werd de eerste directeur. In september 1993 werd ze opgevolgd door Geke van der Wal die aanbleef tot historica Mariëtte Wolf overnam op 1 maart 2014. In augustus 2017 nam neerlandicus en mediahistoricus Jessica Swinkels de fakkel over, waarna Joëlle Terburg in juli 2021 werd aangesteld als directeur-bestuurder.
Sinds 2006 bekroont het Fonds BJP het beste Nederlandstalige journalistieke boek met de Brusseprijs waaraan 10.000 euro is verbonden. Tussen 2013 en 2015 bekroonde het Fonds BJP de beste freelance buitenlandcorrespondent met de Lira Correspondentenprijs, waaraan 5.000 euro was verbonden. In 2016 smolt deze prijs samen met de Dick Scherpenzeel Prijs tot de Lira Scherpenzeel Prijs.